# Віреон жовтобровий

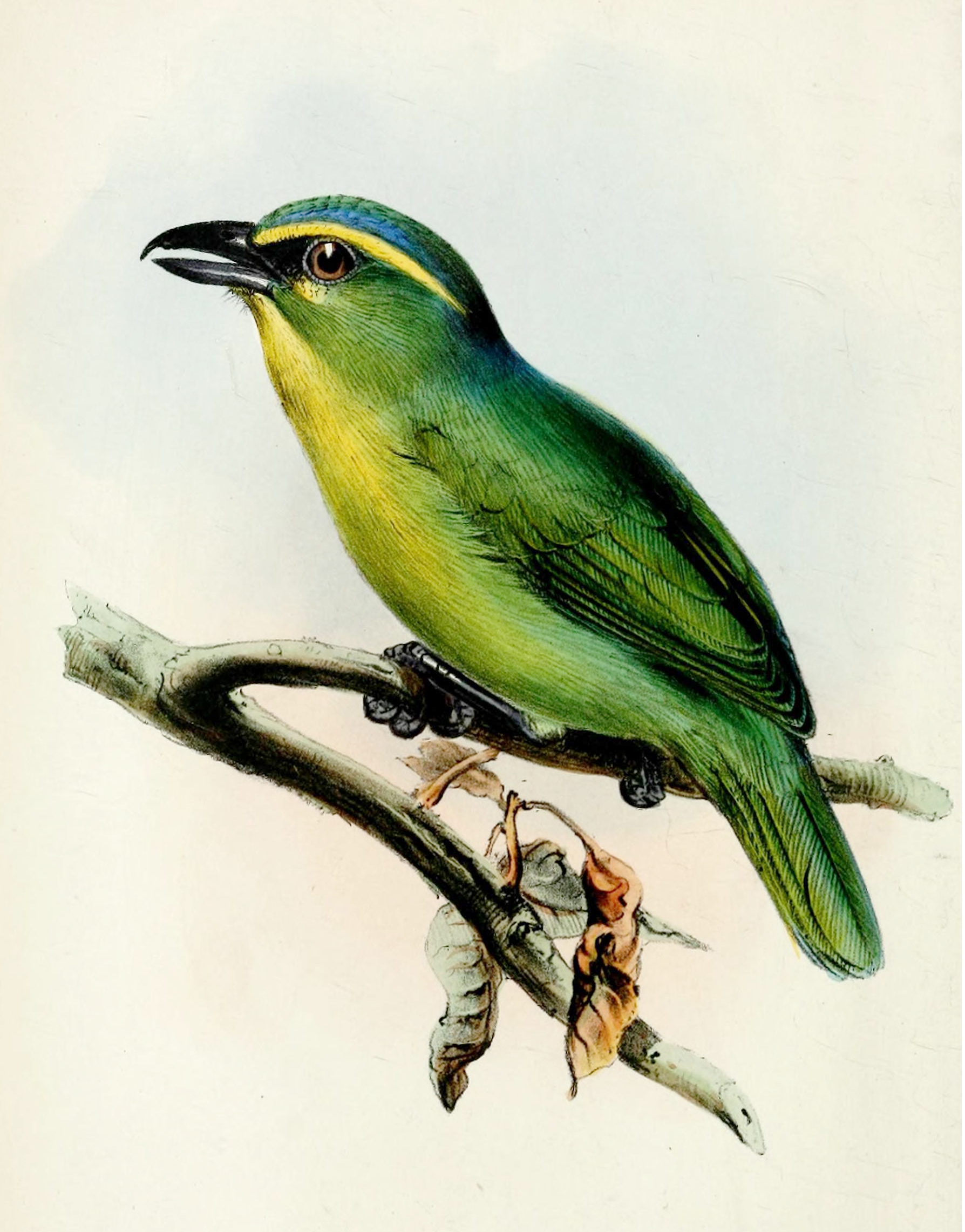
Жовтобровий віреон

Вірео́н жовтобровий (Vireolanius eximius) — вид горобцеподібних птахів родини віреонових (Vireonidae). Мешкає в Колумбії, Панамі і Венесуелі.

## Поширення і екологія
Жовтоброві віреони мешкають переважно в Колумбії, а також в сусідніх районах на заході Венесуели (в штаті Тачира і в горах Сьєрра-де-Періха) та на сході Панами (Дар'єн). Вони живуть в кронах вологих рівнинних і гірських тропічних лісів. Зустрічаються на висоті до 1700 м над рівнем моря. 